# Maladera xingkei
Maladera xingkei (лат.) — вид пластинчатоусых жуков рода Maladera из подсемейства хрущей (Scarabaeidae).

## Распространение
Китай.

## Описание
Пластинчатоусые жуки среднего размера. Тело овальное, темно-красновато-коричневое, усики жёлтые, лаброклипеус блестящий, остальная часть дорсальной поверхности тусклая, голая, за исключением нескольких мелких щетинок на голове и надкрыльях. Лаброклипеус субтрапециевидный, заметно шире своей длины, наиболее широкий в основании, боковые края слабо выпуклые и сходятся к сильно закругленным передним углам, латеральный край и кантус глаза образуют отчетливый тупой угол, края умеренно отогнуты; передний край очень мелко выемчатый посередине; поверхность посередине выпуклая, слабо блестящая, грубо пунктированная, с несколькими короткими прямостоячими щетинками. Длина тела: 9,5—9,9 мм, длина надкрылий: 5,9—7,0 мм, ширина: 4,4—6,2 мм. Усики 10-члениковые, булава самцов 3-члениковая. Личинки, предположительно, как и у близких видов, живут в почве, питаются корнями растений.

## Систематика и этимология
Вид был впервые описан в 2021 году по материалам из Китая. Наиболее близок к виду Maladera dahingshanica (по форме эдеагуса), от которого отличается строением гениталий (левая парамера короче и компактнее, а правая парамера уже базально). Название нового вида дано в честь профессора Xingke Yang (Пекин).